# Metodo comunitario
Il metodo comunitario è un processo decisionale utilizzato dalla Comunità Europea e dalla Comunità Europea dell'Energia Atomica, che prima del Trattato di Lisbona costituivano il "primo pilastro" della Unione europea, mentre ora sono giuridicamente inglobate nell'Unione europea. Il metodo comunitario è andato a sostituire il metodo intergovernativo, accentuando il carattere di organizzazione sovranazionale di contro a quello di organizzazione internazionale.
Si fonda sull'interazione fra tre istituzioni autonome:
- la Commissione europea, organo di individui e non rappresentanti degli stati, che ha il monopolio dell'iniziativa legislativa;
- il Consiglio dell'Unione europea, che rappresenta gli stati membri e adotta le decisioni a maggioranza qualificata, invece che all'unanimità;
- il Parlamento europeo, che svolge una funzione di controllo ed è l'unica istituzione europea a essere eletta direttamente dai suoi cittadini.

È essenziale inoltre il ruolo della Corte di Giustizia, che garantisce l'applicazione e l'uniforme interpretazione del diritto comunitario nei diversi stati membri.

## Fonti
- Metodo comunitario e intergovernativo - Glossario dell'Unione Europea
- Luisa Antoniolli, Giannantonio Bennacchio, Ferdinando Lajolo di Cossano. Lineamenti di diritto dell'Unione Europea, Padova, CEDAM, 2005. ISBN 8813259794